# Porcellionides meridionalis
Porcellionides meridionalis är en kräftdjursart som först beskrevs av Gustave Aubert och Dollfus 1890.  Porcellionides meridionalis ingår i släktet Porcellionides och familjen Porcellionidae. Inga underarter finns listade i Catalogue of Life.